# Растенни, Ракель
Анна́ Рэ́йчел Ра́стен (дат. Anna Rachel Rastén), известная под псевдонимом Раке́ль Ра́стенни (дат. Raquel Rastenni; 21 августа 1915, Копенгаген — 17 августа 1998, Скодсборг, Ховедстаден) — датская и израильская певица и танцовщица. Представительница Дании на конкурсе песни «Евровидение-1958».

## Биография
Родилась 21 августа 1915 года в Копенгагене в семье портного Саломона Растена и швеи Эльки Элькановиц. Её родители эмигрировали из России в Данию в начале XX века.

### Начало карьеры
Она начала свою карьеру танцовщицы в 1936 году, а в 1938 году — певческую карьеру, исполняя различные песни по радио. В начале 1940-х годов исполняла композиции с оркестрами, а позднее сформировала собственное танцевальное трио и выпустила свой первый сингл. Гастролировала по Швеции. После начала Второй мировой войны Дания оказалась под оккупацией, поэтому в октябре 1943 года ей пришлось покинуть страну. Она провела оставшиеся военные годы в Швеции, где продолжала выступать со многими знаменитостями. В 1945 году, она вернулась на родину, где продолжила заниматься своей музыкальной карьерой.

### «Евровидение»
В 1958 году стала победителем датского национального отбора «Dansk Melodi Grand Prix» с песней «Jeg rev et blad ud af min dagbog», чтобы представить Данию на третьем конкурсе песни «Евровидение», проходившем в голландском Хилверсюме, где она заняла восьмое место с 3 баллами.

### Дальнейшая карьера
В 1961 году снова приняла участие в датском национальном отборе «Dansk Melodi Grand Prix», но не стала его победительницей. В 1970-х годах переехала в Израиль, где исполняла песни на идише и иврите. В конце 1980-х годов завершила свою музыкальную карьеру и скрывалась от публики.

### Смерть
Скончалась 17 августа 1998 года в Скодсборге в возрасте 82 лет.

## Личная жизнь
Была дважды замужем.
- Отец — Саломон Растен (1889—1939), портной.
- Мать — Элька Растен-Элькановиц (1886—1972), швея.
- Брат — Адольф Растен (1913—1993), журналист.
  - Племянник — Финн Растен, писатель-путешественник и журналист.
- Сестра-близнец — Леа Растен (1915—?).

## Дискография

### Синглы
- 1958 — «Jeg rev et blad ud af min dagbog»
- 1958 — «Refræn»
- 1961 — «Hjemme hos os» (совместно с Гретой Сонк)
- 1964 — «Vi taler samme sprog»
- 2001 — «Her kommer mor med kost og spand» (посмертно)

## Фильмография
- 1954 — «Cabaret la Blonde»
- 1954 — «Scrapbog 1920»
- 1955-1958 — «Melodi og rytme»
- 1956 — «Tre på en kvist»
- 1958 — «Snak over disc'en»
- 1961 — «Vi mødes kl. 17»
- 1962 — «Et fjantet forår»
- 1962 — «Mit potpourri»
- 1963 — «Vinterhaven»
- 1964 — «Danske evergreens»
- 1964 — «Visevært for en aften»
- 1965 — «Preben Uglebjerg har gæster»
- 1966 — «Fjernsynets ønskeprogram - Giro 413»
- 1966 — «Folkesange fra Israel sunget af Raquel Rastenni»
- 1966 — «Under paraplyen med Raquel Rastenni, Blue Boys og Max Leths kvartet»
- 1967 — «Teksten er af Mogens Lorentzen»
- 1975 — «De nære ting»
- 1976 — «Mellem to stole»
- 2000 — «Temalørdag: Byfest og blokvogne» (архив)